# رکات سفلی
رکات سفلی یک روستا در ایران است که در دهستان باقران شهرستان بیرجند واقع شده‌است. رکات سفلی ۸۳ نفر جمعیت دارد.